# Persische Königsstraße

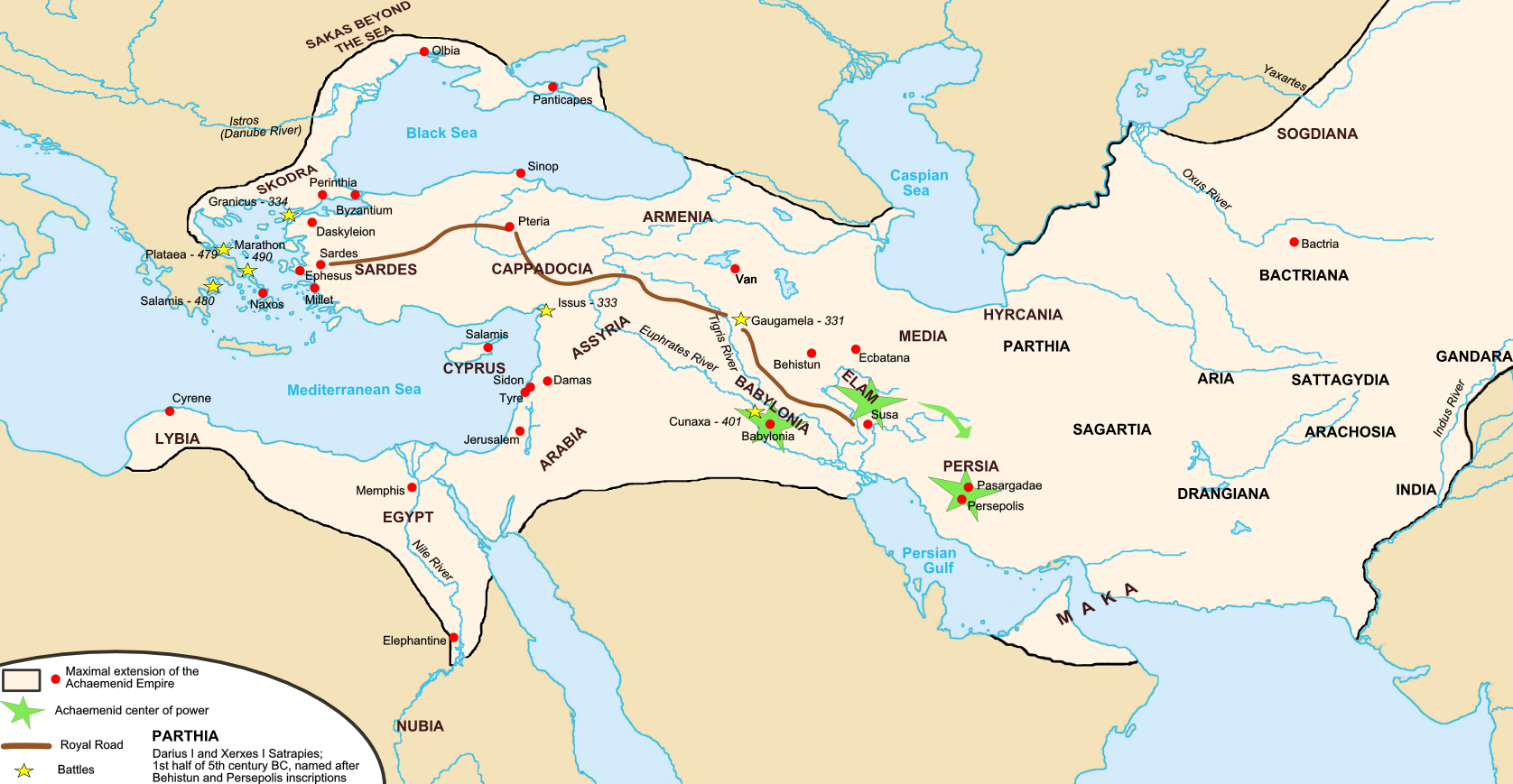
Das Reich der Achaimeniden mit dem Verlauf der Königsstraße bemerkt bei Herodot

Die Persische Königsstraße war eine historische Hauptstraße, die vom persischen König Dareios I. im 5. Jahrhundert v. Chr. angelegt wurde. Dareios ließ diese Straße bauen, um schnelle Kommunikation innerhalb seines sehr großen Reiches von Susa bis Sardis zu erleichtern. Seine Kuriere konnten so 2.699 km in sieben Tagen zurücklegen. Der griechische Historiker Herodot schrieb: „Es gibt niemanden in der Welt, der schneller als diese persischen Kuriere reist.“ Herodots Lob für diese Boten – „Weder Schnee noch Regen noch Hitze noch Dunkelheit hält sie davon ab, die ihnen übertragene Aufgabe mit der größtmöglichen Geschwindigkeit zu erledigen“ – war die Vorlage für das inoffizielle Motto der Postboten.

## Verlauf
Der Verlauf der Straße wurde auf der Grundlage von Herodots Schriften, archäologischer Forschungen und anderer historischer Zeugnisse rekonstruiert. Sie begann im Westen in Sardis (circa 95 km östlich von Izmir in der heutigen Türkei), eigentlich schon in Ephesos, führte nach Osten durch das mittlere nördliche Gebiet der heutigen Türkei zur alten assyrischen Hauptstadt Niniveh (heute Mosul, Irak) und weiter nach Süden nach Babylon (90 km südlich von Bagdad, Irak). Es wird vermutet, dass sich die Trasse in der Nähe von Babylon teilte, wobei ein Arm (die Große Churasan-Straße) nach Nordwesten durch Ekbatana und entlang der Seidenstraße, der andere weiter nach Osten durch Susa (im heutigen Iran) und dann nach Südosten bis Persepolis verlief.

## Geschichte
Da die Straße weder der kürzesten noch der einfachsten Route zwischen den bedeutenden Städten des Persischen Reiches folgte, vermuten Archäologen, dass die westlichsten Abschnitte der Straße ursprünglich von assyrischen Königen angelegt wurden, denn die Straße durchzieht das Kernland ihres alten Reiches. Östlichere Abschnitte der Straße (im heutigen Nord-Iran) entsprechen der großen, als Seidenstraße bekannten Handelsstraße.
Dareios I. legte die Königsstraße so an, wie sie heute bekannt ist. Er verbesserte den Unterbau und verband die Teilstücke zu einem einheitlichen Ganzen, vor allem als Basis des schnellen Nachrichtenverkehrs mit Hilfe der königlichen pirradaziš (Boten).
Die von Darius verbesserte Bauweise der Straße war von so hoher Qualität, dass sie bis in die römische Zeit genutzt wurde. Eine Brücke aus dieser Zeit ist bei Diyarbakır (Türkei) erhalten.
Eine wichtige Rolle spielte die Persische Königsstraße für den Feldzug Alexanders des Großen, der der Straße folgend das Perserreich eroberte.

## Kulturelle Zitate
Von Euklid wird die Anekdote erzählt, dass er auf die Frage von Pharao Ptolemaios I. nach einem leichteren Weg, Mathematik zu erlernen, geantwortet haben soll: „Es gibt keine Königsstraße zur Geometrie“. Diese Redewendung wurde im modernen Kontext wieder aufgegriffen im Essay No Silver Bullet, in dem Fred Brooks über Verbesserungen der Softwareentwicklung sagte: „Es gibt keinen Königsweg, aber es gibt einen Weg.“